# Enslaved (album)
Enslaved è l'ottavo album in studio del gruppo musicale statunitense Soulfly, pubblicato il 13 marzo 2012 dalla Roadrunner Records.

## Descrizione
Oltre ai veterani Max Cavalera e Marc Rizzo inaugura l'entrata nel gruppo del bassista Tony Campos e del batterista David Kinkade.
La copertina è ad opera di Marcelo Vasco.

## Tracce
1. Resistance – 1:53
2. World Scum – 5:20
3. Intervention – 3:56
4. Gladiator – 4:59
5. Legions – 4:19
6. American Steel – 4:15
7. Redemption of Man by God – 5:16
8. Treachery – 5:49
9. Plata o plomo – 4:53
10. Chains – 7:18
11. Revengeance – 5:52

### Tracce bonus della deluxe edition
1. Slave – 3:51
2. Bastard – 3:57
3. Soulfly VIII – 4:24

## Formazione
Gruppo
- Max Cavalera - voce, chitarra
- Marc Rizzo - chitarra
- Tony Campos - basso, voce (nel brano 9)
- David Kinkade - batteria

Altri musicisti
- Travis Ryan - voce (nel brano 2)
- Dez Fafara - voce (nel brano 7)
- Zyon Cavalera - batteria (nel brano 11)
- Igor Cavalera Jr. - voce, chitarra (nel brano 11)
- Richie Cavalera - voce (nel brano 11)
- Tim Sadow - violino (nel brano 14)

Cast tecnico
- Zeuss - produzione, ingegneria del suono, missaggio, masterizzazione
- Monte Conner - A&R
- Marcelo Vasco - artwork
- Leo Zuletta - artwork (logo)
- Kevin Estrada - fotografia